# Meißnischer Gulden
Der meißnische Gulden (auch Meißner Gulden und Gulden meißnisch), Abkürzung Mfl., ist ein in Sachsen im Jahr 1490 auf 21 Groschen gesetzter rheinischer Goldgulden und von 1542 bis 1838 eine Rechnungsmünze (ein fiktiver Rechnungsgulden) im selben Wert.
Als die sächsischen silberne Gulden (Talermünzen), die nach der Münzordnung von 1500 wertgleich mit dem Goldgulden waren, im Jahr 1542 auf 24 Groschen gesetzt wurden, blieb der meißnische Gulden in Sachsen als Rechnungsmünze zu 21 Groschen bis ins 19. Jahrhundert in Gebrauch.

## Erläuterung

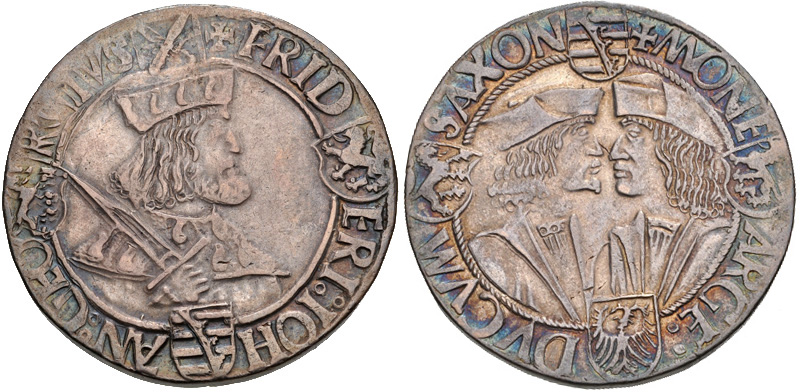
Sächsischer silberner Gulden o. J., Mmz. Kreuz (1512–1523), Münzstätte Annaberg. Dieser Gulden entsprach wertmäßig dem rheinischen Goldgulden und galt 21 Zinsgroschen. Als die späteren silbernen Gulden auf 24 Groschen gesetzt waren, entstand neben dem geprägten Gulden der Rechnungsgulden zu 21 Groschen.

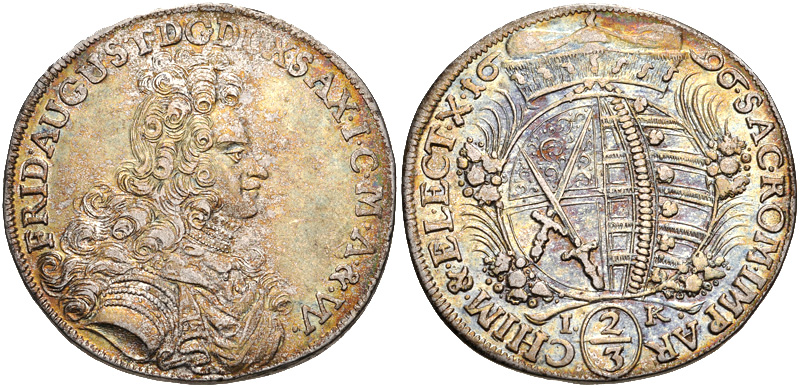
Kursächsischer Gulden von 1696 (⅔ Kuranttaler), Münzstätte Dresden. Zwischen diesem geprägten Gulden und dem fiktiven Rechnungsbegriff „Gulden“ (meißnischer Gulden) muss klar unterschieden werden.

Der bis ins 19. Jahrhundert als Rechnungsmünze verwendete meißnische Gulden geht auf die Sächsische Münzordnung vom 9. August 1490 zurück, nach der der Goldgulden in Sachsen auf 21 Groschen (Spitzgroschen) gesetzt wurde (Goldgulden : Groschen = 1 : 21 – siehe Bartgroschen).
Die in Sachsen im Jahr 1500 eingeführten Großsilbermünzen, die silbernen Gulden oder Guldengroschen, die ersten Talermünzen (sogenannte Klappmützentaler) waren mit dem Goldgulden wertgleich. Sie galten ebenfalls 21 Groschen (Zinsgroschen). Als die sächsischen Guldengroschen 1542 auf 24 Groschen gesetzt waren, blieb der meißnische Gulden unabhängig vom jeweiligen Münzfuß in Sachsen als Rechnungsmünze zu 21 Groschen in Gebrauch, in der damaligen Schreibweise als „eine fingirte Müntzsorte, so in Rechnungen just 21. Gute Groschen gilt.“  Neben dem geprägten Guldengroschen (Taler) war ein fiktiver Rechnungsgulden entstanden. Aus einer dem Goldgulden gleichwertigen Silbermünze ist eine Zählmenge von 21 Groschen geworden. Die Rechen- und Zähleinheit (1 meißnischer Gulden = 21 Groschen) wurde in Sachsen bis zum Ende des Währungszeitraums des Konventionsfußes im Jahr 1838 verwendet. Bei Grundstückskäufen und Kontrakten war das hauptsächlich der Fall.
Eine sehr seltene Ausnahme ist der goldene Reichsgulden zu 21 Groschen (1584). Der Gulden ist leichter als ein normaler Goldgulden, was auch nicht anders sein kann, denn er ist ein zu einem besonderen Anlass tatsächlich ausgeprägter meißnischer Gulden.
Die Bezeichnung „Gulden“ ist doppeldeutig. Mit der Einführung des Zinnaischen Münzfußes im Jahr 1667 wurde das ⅔-Taler-Stück zu 16 Groschen eingeführt. Die Münze entsprach im Wert dem kaiserlichen Reichsgulden zu 60 Kreuzer (Guldentaler zu 60 Kreuzer). Deshalb bürgerte sich auch in Sachsen für das ⅔-Stück die Bezeichnung „Gulden“ ein. Oft wird mit „Gulden“ sowohl das ⅔-Stück als auch der meißnische Gulden bezeichnet. Mit dem meißnischen Gulden ist aber nicht dieses ⅔-Taler-Stück gemeint, sondern die Rechnungsmünze zu 21 Groschen.

### Der meißnische Gulden während der Geltungsdauer des Konventionsfußes
Der während der Geltungsdauer des Konventionsfußes in Sachsen (1763–1838) als Währungs- und Rechnungseinheit zählende Taler und der als Rechnungseinheit zählende Gulden (abgekürzt „fl.“) sowie die ausgeprägten Nominale sind nachfolgend zur Erklärung der Zusammenhänge genannt. Der meißnische Gulden wurde in dieser Zeit letztmals in Rechnungen verwendet.
Es galten:
1. als Währungs- und Rechnungseinheit:
- 1 Taler (Reichstaler) = 24 Groschen = 288 Pfennig = 576 Heller (Der Taler ist Währungs- und Rechnungseinheit. Er wurde nicht geprägt.)
  - 1 Groschen (1⁄24 Taler) = 12 Pfennige = 24 Heller
  - 1 Pfennig = 2 Heller

2. als Rechnungseinheit:
- 1 Gulden (abgekürzt „fl.“) = 21 Groschen (Der Gulden ist die fiktive Rechnungseinheit „meißnischer Gulden“.)

3. nach dem Konventionsfuß geprägte Münzen:
In den Münzstätten Dresden und Leipzig wurden ausgeprägt:
- Speciestaler (Konventionsspeciestaler), eigentlich Doppelgulden (= 1 ⅓ Talereinheiten = 32 Groschen)
- ⅔ Taler (Gulden) = 16 Groschen = ½ Konventionstaler
- ⅓ Taler (½ Gulden) = 8 Groschen = ¼ Konventionstaler
- ⅙ Taler (¼ Gulden) = 4 Groschen = ⅛ Konventionstaler
- 1⁄12 Taler (1 Doppelgroschen oder ⅛ Gulden) = 1⁄16 Konventionstaler
- 1⁄24 Taler (1 Groschen oder 1⁄16 Gulden) = 1⁄32 Konventionstaler

(Pfennige, Dreier und Sechser waren kein Konventionsgeld. Die Dukaten waren Handelsmünzen.)
Die Rechnungstaler zu 24 Groschen und die Rechnungsgulden (meißnische Gulden) zu 21 Groschen, also die fiktiven Rechnungeinheiten „Taler“ und „Gulden“ dürfen nicht mit den geprägten Speciestalern und den ⅔ Talern (Gulden) verwechselt werden.
Der meißnische Gulden (die Einheit von 21 Groschen) wurde ab 1839 nach Einführung des 14-Taler-Fußes nicht mehr verwendet.